# Stenotyla
Stenotyla is een geslacht van orchideeën uit de onderfamilie Epidendroideae, afgesplitst van het geslacht Chondrorhyncha.
Het zijn kleine epifytische planten uit tropische montane regenwouden van Mexico, Panama, Costa Rica, El Salvador, Honduras, Guatemala en Nicaragua.

## Naamgeving en etymologie
- Synoniem: Chondrorhyncha Lindl. (1846)

De botanische naam Stenotyla is een samenstelling van Oudgrieks στενός, stenos (smal) en τύλη, tulē (callus), naar de vorm van de callus van de bloem.

## Kenmerken
Stenotyla-soorten zijn kleine epifytische planten met een sympodiale groei, in vegetatieve toestand gelijkend op Chondrorhyncha, met waaiervormige geplaatste, omgekeerd lancetvormig bladeren, die naar beneden toe puntig toelopen. In tegenstelling tot Chondrorhyncha bezitten Stenotyla-soorten kleine, onopvallende pseudobulben, verborgen tussen de bladscheden.
De bloemen zijn geresupineerd, met een buisvormige bloemlip die het gynostemium omsluit. De bloem verschilt van die van Chondrorhyncha door de zeer smalle callus, die niet tot de laterale wanden van de lip reiken, en voorzien is van twee of vier tanden. Het gynostemium is kegelvormig, licht gebogen, ongevleugeld, breed uitlopend naar de stempel, en draagt vier pollinia in twee ongelijke paren.

## Taxonomie
Het geslacht Stenotyla werd in 2005 beschreven door Robert Dressler. Het werd afgescheiden van Chondrorhyncha op basis van DNA-onderzoek door Whitten et al..
Het geslacht omvat vijf soorten. De typesoort is Stenotyla lendyana.

### Soorten
- Stenotyla estrellensis (Ames) Harding (2008) (= Chondrorhyncha estrellensis Ames (1923))
- Stenotyla helleri (Fowlie) Harding (2008) (=Chondrorhyncha helleri Fowlie (1971))
- Stenotyla lankesteriana (Pupulin) Dressler (2005) (= Chondrorhyncha lankesteriana  Pupulin (2000))
- Stenotyla lendyana (Rchb.f.) Dressler (2005) (= Chondrorhyncha lendyana Rchb.f. (1886))
- Stenotyla picta (Rchb.f.) Dressler (2005) (= Warczewiczella picta  Rchb.f. (1883))